# Reator nuclear a leito fixo
O Reator Nuclear a Leito Fixo (FBNR) é um reator nuclear simples em projeto, pequeno em porte, resistente a proliferação, com segurança inerente, resfriamento passivo e com impacto ambiental reduzido.
O Reator está sendo desenvolvido no Departamento de Engenharia Nuclear da Universidade Federal do Rio Grande do Sul, sob auspício da Agência Internacional de Energia Atômica (AIEA). Sua ciência e tecnologia estão em domínio público.